# آنا سيلك
آنا سيلك هي ممثلة كندية ولدت في 31 يناير 1974.